# Mike Francis
Francesco Puccioni (Florencia, 26 de abril de 1961-Roma, 30 de enero de 2009), conocido por su nombre artístico Mike Francis, fue un cantante y compositor italiano.
En 1984 se hizo mundialmente famoso con su sencillo «Survivor». También se destacó por su colaboración con la cantante estadounidense Amii Stewart. 

## Discografía

### Álbumes
- 1984 – Let's Not Talk About It
- 1985 – Features
- 1986 – Mike Francis
- 1987 – Songs (compilation)
- 1988 – Flashes of Life
- 1989 – Features of Love (reprint  Features  - 1985)
- 1989 – Dreams of a Lifetime (reprint   Mike Francis  - 1986)
- 1990 – Live at Manila (live)
- 1991 – Mike Francis in Italiano
- 1992 – Classics (compilation)
- 1994 – Francesco Innamorato
- 1995 – The Very Best – Live (live compilation)
- 1995 – A Different Air
- 1995 – A Different Air (Philippines edition)
- 1998 – Misteria
- 1998 – The Best Of (compilation)
- 1999 – All Rooms with a View
- 1999 – I Grandi Successi (compilation)
- 2000 – I Grandi Successi Originali – "Flashback" (compilation)
- 2000 – Crossing the Liquid Mirror (as Mystic Diversions)
- 2002 – Beneath Another Sky (as Mystic Diversions)
- 2003 – Colours (as Mystic Diversions)
- 2006 – From the Distance (as Mystic Diversions)
- 2007 – Wave a Little Light (as Mystic Diversions)
- 2007 – Inspired
- 2008 – Let's Not Talk About It (Japan reprint)
- 2008 – Flashes of Life (Japan reprint)
- 2009 – The Very Best of Mike Francis (All Was Missing)  (compilation)
- 2011 - Anthology  (compilation)
- 2011 - The Best of...  (compilation)

### sencillos
- 1982 – "Love Has Found You"
- 1983 – "Survivor"
- 1984 – "Let Me In" (featuring Rossana Casale)
- 1984 – "Friends" (with Amii Stewart)
- 1985 – "Features of Love"
- 1985 – "Together" (with Amii Stewart)
- 1986 – "Iron It Out"/"You Can't Get Out of My Heart"
- 1987 – "Suddenly Back to Me"
- 1988 – "Still I'm Runnin' Back to You"
- 1989 – "Survivor '89"
- 1991 – "Livin' It Up"
- 1991 – "Se Tu Provi"
- 1992 – "I Want You"
- 1994 – "Bellissimi Occhi Chiusi"